# Övra Tvåtjärnen
Övra Tvåtjärnen är en sjö i Ovanåkers kommun i Hälsingland och ingår i Ljusnans huvudavrinningsområde.